# Barranc de Rius
El barranc de Rius és un barranc del Pallars Jussà que discorre pel terme de Castell de Mur (antic terme de Mur), en territori de Vilamolat de Mur.
Es forma a llevant del Forat Negre, de la Serra del Meüll, a l'Obac de Miravet, des dòn davalla cap al nord-est fent un arc inflexionat cap al sud, passa prop de la Fontfreda, passa pel sud-est de Vilamolat de Mur, on rep per l'esquerra la llau del Clot del Roure, deixant a la dreta la Collada de Rius i a l'esquerra, successivament, el Clot del Roure, l'Arner de Petit, la Solana de Fontana i el Solà de la Roca, i arriba a los Seixos.
Des d'aquí segueix un traçat més recte cap al nord-est, i troba el Carant de la Ruixent, just a l'extrem de llevant del Serrat de la Solana. Ja més al nord-est passa a llevant dels Mallols de Josep, on rep per l'esquerra la llau dels Mallols, i, després, el paratge de Sant Miquel, on hi ha el Corral de Sant Miquel i la Boïga de Sant Miquel, així com el lloc on hi havia hagut la capella de Sant Miquel, i s'aboca en el barranc de Sant Gregori a llevant de l'Hort del Sastre.